# Trigonospila fasciata
Trigonospila fasciata är en tvåvingeart som först beskrevs av Hardy 1934.  Trigonospila fasciata ingår i släktet Trigonospila och familjen parasitflugor. Inga underarter finns listade i Catalogue of Life.